# Orania rubiginosa
Orania rubiginosa är en enhjärtbladig växtart som beskrevs av Odoardo Beccari. Orania rubiginosa ingår i släktet Orania och familjen Arecaceae.
Artens utbredningsområde är Filippinerna. Inga underarter finns listade i Catalogue of Life.